# 맥석

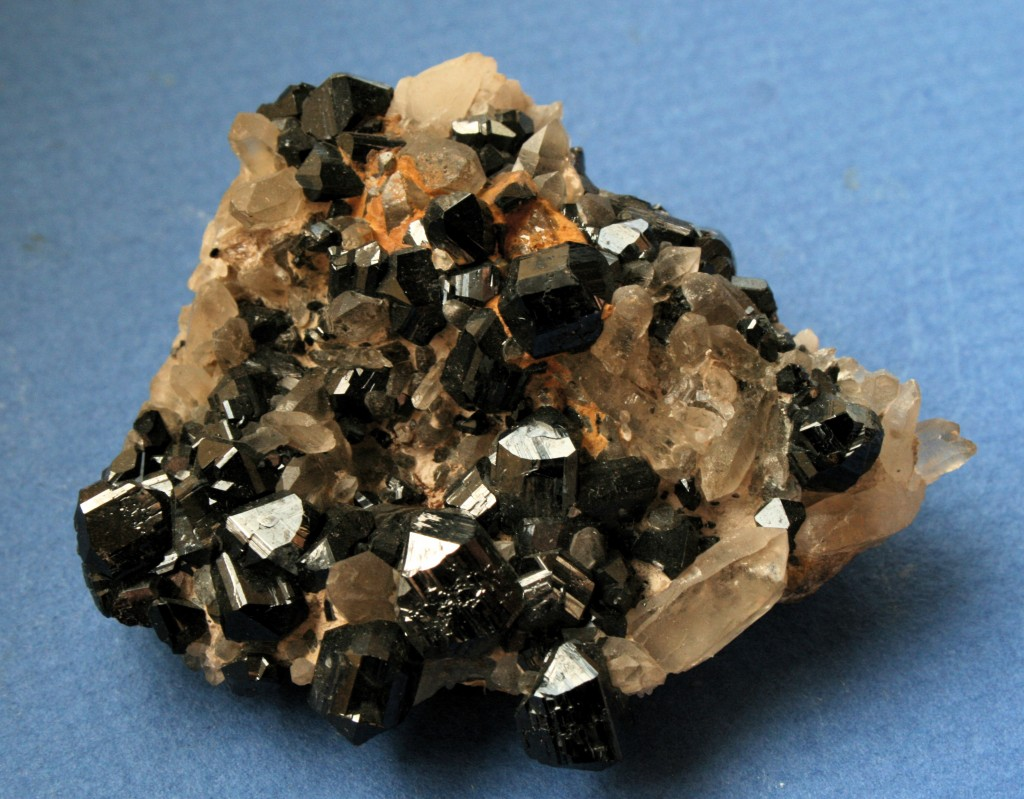

맥석(脈石)이란 광맥 속에 섞여 있으나 경제적 가치가 별로 없는 광물을 말한다. 석영, 방해석 따위가 해당한다.
맥석은 광상 매장지에서 원하는 광물을 둘러싸거나 밀접하게 혼합되어 있는 상업적으로 가치가 없는 물질이다. 따라서 이는 가공되지 않고 채광 중에 옮겨지는 폐석 또는 광석 또는 광물체 위에 놓인 물질인 표층부와 이미 귀중한 광물이 제거된 암석인 광미와는 구별된다.
맥석 광물로부터 귀중한 광물을 분리하는 것을 광물 가공이라고 한다. 이는 채굴의 필수적이고 종종 중요한 측면이다. 관련된 미네랄의 특성에 따라 복잡한 과정이 될 수 있다. 예를 들어, 납 광석인 방연광(galena)은 일반적으로 맥석 내에서 큰 조각으로 발견되므로 일반적으로 이를 제거하기 위해 광범위한 처리가 필요하지 않다. 그러나 주석의 주요 광석 광물인 주석석은 일반적으로 맥석 전체에 아주 작은 결정으로 퍼져 있기 때문에 단단한 암석에서 채굴할 때 광석을 함유한 암석을 먼저 매우 미세하게 분쇄한 다음 광석을 분리하는 정교한 공정 과정을 거쳐야 한다.
특정 광상과 특정 시점에서 맥석 물질 내 원하는 광물의 농도에 따라 해당 광상을 채굴하는 것이 상업적으로 실행 가능한지 여부가 결정된다. 원하는 광물을 맥석 광물로부터 쉽게 분리할 수 있다는 점도 중요한 역할을 한다. 상대적으로 정교하지 않은 방법을 사용하는 초기 광산 벤처는 종종 높은 수준의 분리를 달성할 수 없었기 때문에 많은 양의 광물이 광산의 폐광물 덤프로 유입되었다. 광물의 가치가 증가하거나 원하는 광물을 추출하기 위해 광석을 처리하는 새롭고 저렴한 수단이 도입되면 여전히 포함된 원하는 광물을 회수하기 위해 오래된 덤프를 재작업하는 것이 가치가 있을 수 있다.

## 같이 보기
- 광물 가공